# شهرستان لسکو
شهرستان لسکو (به لهستانی: Powiat Lesko) یک شهرستان در لهستان است که در استان پودکارپاتسکیه واقع شده‌است. شهرستان لسکو ۸۳۴٫۸۶ کیلومتر مربع مساحت و ۲۶٬۶۱۳ نفر جمعیت دارد.